# العلاقات الصومالية الميكرونيسية
العلاقات الصومالية الميكرونيسية هي العلاقات الثنائية التي تجمع بين الصومال وولايات ميكرونيسيا المتحدة.

## مقارنة بين البلدين
هذه مقارنة عامة ومرجعية للدولتين:
| وجه المقارنة                                              | الصومال                        | ولايات ميكرونيسيا المتحدة |
| --------------------------------------------------------- | ------------------------------ | ------------------------- |
| المساحة (كم2)                                             | 637.66 ألف                     | 702                       |
| عدد السكان (نسمة)                                         | 14.74 مليون                    | 105.54 ألف                |
| الكثافة السكانية (ن./كم²)                                 | 23.12                          | 15.03 ألف                 |
| العاصمة                                                   | مقديشو                         | باليكير                   |
| اللغة الرسمية                                             | اللغة الصومالية، اللغة العربية | لغة إنجليزية              |
| العملة                                                    | شلن صومالي                     | دولار أمريكي              |
| الناتج المحلي الإجمالي (بليون دولار)                      | 7.37 مليار                     | 336.43 مليون              |
| الناتج المحلي الإجمالي (تعادل القوة الشرائية) بليون دولار |                                | 365.27 مليون              |
| الناتج المحلي الإجمالي الاسمي للفرد دولار أمريكي          | 549                            | 3.02 ألف                  |
| الناتج المحلي الإجمالي للفرد دولار أمريكي                 |                                |                           |
| مؤشر التنمية البشرية                                      |                                | 0.640                     |
| رمز المكالمات الدولي                                      | +252                           | +691                      |
| رمز الإنترنت                                              | .so                            | .fm                       |
| المنطقة الزمنية                                           | ت ع م+03:00                    |                           |

## منظمات دولية مشتركة
يشترك البلدان في عضوية مجموعة من المنظمات الدولية، منها:
| علم المنظمة | اسم المنظمة                                 | تاريخ انضمام الصومال | تاريخ انضمام ولايات ميكرونيسيا المتحدة |
| ----------- | ------------------------------------------- | -------------------- | -------------------------------------- |
|             | مؤسسة التنمية الدولية                       | 31 أغسطس 1962        | 24 يونيو 1993                          |
|             | يونسكو                                      | 15 نوفمبر 1960       | 19 أكتوبر 1999                         |
|             | الأمم المتحدة                               | 20 سبتمبر 1960       | 17 سبتمبر 1991                         |
|             | مجموعة دول أفريقيا والكاريبي والمحيط الهادئ | ?                    | ?                                      |
|             | البنك الدولي للإنشاء والتعمير               | 31 أغسطس 1962        | 24 يونيو 1993                          |
|             | الاتحاد الدولي للاتصالات                    | 28 سبتمبر 1962       | 18 مارس 1993                           |
|             | منظمة حظر الأسلحة الكيميائية                | ?                    | ?                                      |
|             | مؤسسة التمويل الدولية                       | 31 أغسطس 1962        | 24 يونيو 1993                          |
|             | المركز الدولي لتسوية المنازعات الاستشارية   | 30 مارس 1968         | 24 يوليو 1993                          |

## وصلات خارجية
- موقع وزارة الخارجية الصومالية